# Librantowa
Librantowa is een plaats in het Poolse district Nowosądecki, woiwodschap Klein-Polen. De plaats maakt deel uit van de gemeente Chełmiec en telt 1099 inwoners.